# Ataxia crassa
Ataxia crassa är en skalbaggsart som beskrevs av Francesco Vitali 2007. Ataxia crassa ingår i släktet Ataxia och familjen långhorningar. Inga underarter finns listade.